# Rušica
Rušica (2096 m n. m.) je hora v pohoří Julské Alpy ve Slovinsku. Nachází se jižně od měst Kranjska Gora a Gozd Martuljek. Na severu ji obtéká řeka Sava Dolinka a na západě říčka Pišnica. 
Východní stěnu tvoří kolmá vápencová skála, ostatní úbočí jsou méně strmá a do značné výšky porostlá kosodřevinou. 
Vedlejší vrchol Rigljica (2074 m n. m.) na severu tvoří při pohledu z údolí dojem dvojčete. Nejbližší významná hora je Špik (2473 m n. m.) na jihu. Pod východním úbočím Rušice stojí volně přístupný turistický bivak Pod Špikom.   

## Výstupy
Rušica je velmi málo navštěvovaný vrchol. Všechny výstupy i sestupy jsou orientačně komplikované, dlouhé a vyžadují horolezeckou techniku. Všechny mají alpský charakter.
- Stará cesta vede z Gozd Martuljek přes Rigljicu. Obtížnost 2-3 UIAA.
- Normální cesta vychází z bivaku Pod Špikom, vede úbočím vrcholu Siljica do sedla mezi Rušicí a Rigljicí a po hřebeni na vrchol. Obtížnost 2-3 UIAA. Prvovýstup Jože Čop a Pavla Jesih, 1927. Využívá se na sestup.
- Direktna smer vede středem východní stěny přímo na vrchol. Obtížnost 5 UIAA. Prvovýstup Janez Krušic a Janko Šilar, 1948.